# Аулиеагаш (Жетысуская область)
Аулиеагаш (каз. Әулиеағаш, до 199? г. — Улькенагаш) — село в Панфиловском районе Жетысуской области Казахстана. Административный центр Улкенагашского сельского округа. Код КАТО — 195653100.

## Население
В 1999 году население села составляло 2763 человека (1448 мужчин и 1315 женщин). По данным переписи 2009 года в селе проживало 2959 человек (1512 мужчин и 1447 женщин).